# Ambronne
Az Ambronne folyó Franciaország területén, a Hers-Vif jobb oldali mellékfolyója.

## Földrajzi adatok
Aude megyében ered 500 méter magasan, és Moulin-Neufnél, Ariège megyében torkollik a Hers-Vifbe. Az átlagos vízhozama 0,4 m³ másodpercenként, hossza 22,4 km. A vízgyűjtő terület nagysága 69 km².

## Megyék és városok a folyó mentén
- Aude: Peyrefitte-du-Razès és Caudeval.
- Ariège: Moulin-Neuf